# Ludger Winkel
Ludger Winkel (* 24. August 1962) ist ein ehemaliger deutscher Fußballspieler.

## Werdegang
Der Mittelfeldspieler Ludger Winkel begann seine Karriere bei der SpVg Marl und wechselte im Sommer 1978 in die Jugend des FC Schalke 04. Drei Jahre später wurde Winkel mit Schalkes A-Jugend nach einer 0:4-Niederlage gegen den VfB Stuttgart deutscher Vizemeister. Zuvor feierte Winkel am 30. Mai 1981 beim 1:1 der Schalker gegen den 1. FC Nürnberg sein Bundesligadebüt. Am Saisonende wies Winkel zwei Bundesligaspiele auf und stieg mit seiner Mannschaft ab. In der folgenden Zweitligasaison kam er nur einmal zum Einsatz, so dass Winkel im Sommer 1982 zur SG Wattenscheid 09 wechselte und dort in 19 Zweitligaspielen drei Tore erzielte. Nach nur einem Jahr folgte der Transfer zum Oberligisten TuS Schloß Neuhaus aus Paderborn. Dort spielte Winkel ebenfalls nur ein Jahr.
Eine weitere Station war der VfL Reken der Oberliga Westfalen.